# Georges Smal
Pour les articles homonymes, voir Smal.
Georges Smal, né à Houyet le 8 janvier 1928 et mort à Namur le 20 janvier 1988, est un poète belge d'expression principalement wallonne.

## Biographie
Georges Smal est reçu membre du cercle littéraire dialectal Lès Rèlîs Namurwès en 1952,,. En 1960, il obtient la cocarde décernée au membre ayant fourni le travail le plus méritoire au cours de l'exercice écoulé.
Son œuvre figure dans les principales anthologies de littérature wallonne contemporaine,,. 
Permanent syndical à Marche-en-Famenne puis à Namur, il s'est également impliqué en politique au sein du parti social-chrétien.
Un grand prix Georges-Smal (wa), concours d'interprétation poétique wallonne, sera organisé à Namur de manière irrégulière de 1999 à 2009.

## Œuvre en wallon
De son vivant, trois recueils ont paru : Vint d' chwache (Vent qui blesse, Namur, 1953), Al tachlète (En livrant la balle, Namur, 1956) et Cayôs d'êwe (Galets, Namur, 1973). One vôye d'êwe sera publié en 1992.
Dans la production dialectale de la seconde partie du XXe siècle, Smal se distingue par la richesse de sa langue et par une poésie imagée déployant des motifs d'une grande finesse. Inspiré par Jean Guillaume, il influencera à son tour des poètes tels que Lucien Somme, René Clinias ou Émile Gilliard.
Il eut pourtant ses détracteurs, comme, parmi les Rèlîs Namurwès, Lucien Maréchal, pour lequel la poésie wallonne se devait d'être accessible à tous.
Les vers de Smal sondent particulièrement les bouleversements survenus dans l'après-guerre, la dichotomie opposant une société rurale fonctionnant encore largement sur la base des usages anciens et la vie moderne, où les évolutions sont rapides et permanentes.
En français, le recueil De sel et d'eau recevra en 1981 la médaille d'or de l'Académie internationale de Lutèce.

## Particularités littéraires
Le dialecte employé par Smal diffère souvent de celui de Namur. Dans ses vers, nombre de mots relèvent du lexique de l'Ardenne méridionale et sont peu connus de la production littéraire namuroise. Par exemple :
- ombrire : Sins l' solea, ti n' åreus pont d' ombrire ;
- båker : Nos avans yeu tchaeconk nosse pårt / On dierin côp ene croes al påke / Dissu l' waxhea k' eva sol sårt / Drî les åbes you çki l' solea båke ;
- doye : Avou twè, vî soçon, si t' vous scoter les mauches (a-z aveuri) / Mins n' rote nén so mes doyes etot djhant k' t' es li rwè.

Son écriture est par ailleurs caractérisée par l'utilisation de néologismes créés par extension de sens ainsi que par des emprunts grammaticaux.
La dialectologue Marie-Thérèse Bettonville-Counet juge que cette poésie exigeante et parfois elliptique demeure néanmoins claire :

« [Georges Smal] maîtrise avec une évidente clarté ses angoisses et ses impuissances […]. Concentrée, planifiée, l'expression roule avec aisance. L'intention profite des hasards ; la pensée, grave, prend un tour elliptique […]. »

## Prix et Distinctions
- 1952 : admission à la société des Rèlîs Namurwès[1]
- 1953 : Prix de l'Éducation et Expansion artistique (Liège) pour Vint d'chwache et Airdiè[8]
- 1956 : mention honorable au concours spécial du Xe anniversaire de Chîjes èt pasquéyes[9]
- 1957 : Prix de littérature wallonne de la Ville de Liège pour Vint d'chwache et A l'tachelète[10]
- 1958 : Prix biennal du Gouvernement pour la poésie wallonne[11]
- 1959 : Gaillarde d'Argent du Comité Central de Wallonie[11]